# Харламов Олександр Павлович
Олександр Павлович Харламов (14 серпня 1929, хутір Тушкановський, тепер Волгоградської області Російська Федерація) — радянський партійний діяч, журналіст, головний редактор газети «Сельская жизнь». Член Центральної Ревізійної комісії КПРС у 1976—1990 роках. Кандидат філософських наук (1967).

## Життєпис
У 1949—1954 роках — в органах державної безпеки СРСР.
Член КПРС з 1952 року.
У 1954 році закінчив філософське відділення Ленінградського державного університету імені Жданова.
У 1954—1959 роках — лектор, керівник лекторської групи Чкаловського (Оренбурзького) обласного комітету КПРС.
У 1959—1964 роках — редактор Оренбурзької обласної газети «Южный Урал».
У 1964—1967 роках — слухач Академії суспільних наук при ЦК КПРС.
У 1967—1970 роках — інструктор відділу пропаганди ЦК КПРС.
У 1970—1973 роках — заступник головного редактора, в 1973—1976 роках — 1-й заступник головного редактора газети «Сельская жизнь».
У лютому 1976 — 1991 року — головний редактор газети «Сельская жизнь».
З 1991 року — персональний пенсіонер у Москві.

## Нагороди і звання
- ордени
- медалі